# سرکورکی سفیدار
سرکورکی سپیدار، روستایی از توابع بخش مرکزی شهرستان بویراحمد در استان کهگیلویه و بویراحمد ایران است.این روستا دارای ورزشگاه و سالن ورزشی و همچنین پایگاه اورژانس ۱۱۵ جاده ای میباشد. و تنها روستای بخش سپیدار که روی جاده اصلی قرار دارد.روستا از سه طایفه اصلی اردکانی و کی گیوی و اقایی تشکیل شده است.روستا دارای یک دبستان سه کلاسه میباشد.

## جمعیت
این روستا در دهستان سپیدار قرار دارد و براساس سرشماری مرکز آمار ایران در سال 1395، جمعیت آن 400نفر (7۵خانوار) بوده‌است.